# Ensiferum
Ensiferum (від лат. ensĭfĕrum — «озброєний мечем») — фінський фолк-метал гурт, заснований у 1995 році в Гельсінкі. Самі учасники гурту характеризують свій стиль як «героїчний фолк-метал». Гурт випустив шість альбомів, один міні-альбом, одну збірку, три сингли, та три демо-альбоми.

## Історія
Гурт був заснований в 1995 році Маркусом Тойвоненом (гітара), Саул Саволайненом (бас-гітара) і Кіммо Міеттіненом (ударні). Назва гурту перекладається з латинської мови як «мечоносець» або «озброєний мечем». Наступного року в гурті як вокаліст⁣, а також і другим гітаристом був прийнятий Ярі Маенпа. В 1997 році був записаний перший демо-запис, що містить три пісні.
У 1998 році Саул та Кіммо пішли з гурту, їх замінили Юкка-Пекка Міеттінен (молодший брат Кіммо, якому тоді було 14 років), і Олівер Фокін. У 1999 році були записані ще дві демки. У 2000 році гурт підписав контракт зі студією Spinefarm і розпочала роботу над своїм першим альбомом «Ensiferum», який був виданий в серпні 2001 року. У тому ж році Мейю Енхо приєдналася до гурту як клавішника.
Продюсером гурту на альбомі «Iron» став Флемінг Расмуссен, який також співпрацював з гуртами Metallica та Blind Guardian. У 2003 році, після того, як робота над ним була закінчена, Яри пішов з гурту, щоб сконцентруватися на роботі над його власним проєктом Wintersun. Для туру з Finntroll Петрі Ліндроос з гурту Norther замінив Ярі як гітарист і вокаліст і став членом гурту після туру. У грудні 2004 року з гурту пішов Юкка-Пекка і був замінений Самі Хінкка.
У лютому 2006 року вони випустили новий міні-альбом «Dragonheads». Крім нової доріжки, він включив два перероблені демо-записи, кавер на пісню Amorphis «Into Hiding»і попурі з фінських народних пісень «Finnish Medley».
На честь десятиліття гурту в червні 2006 року вийшов DVD «10th Anniversary Live». Він був записаний на концерті в Гельсінкі 31 грудня 2005 року.
Запис третього студійного альбому почався в грудні 2006 року. У лютому 2007 року виходить сингл «One More Magic Potion», який потрапляє на вершини фінських чартів. Видання самого альбому відбулося 27 квітня 2007 року.

## Музична характеристика
- Скримінг, змішаний з чистим вокалом в приспівах і переходах
- Поєднання звуку електрогітар з дисторшном і акустичних гітар
- Народні мелодії, що грають на провідній гітарі або клавішних, накладають на традиційні важкі ритми
- Подвійний бас-барабан
- Тексти на теми фантастичних або стародавніх історій, зазвичай, героїчної спрямованості. Часто написані під впливом літератури, поезії та фольклору, наприклад карело-фінського народного епосу Калевала.

## Склад

### Поточний склад
- Маркус Тойвонен — лідер гурту, гітара, чистий і бек-вокал (1995 -)
- Петрі Ліндроос — скрім і чистий вокал, гітара (2004 -)(раніше в Norther )
- Самі Хінкка — бас-гітара, чистий і бек-вокал (2004 -)
- Янне Парвіайнен — ударні (2005 -)(раніше в Barathrum та ін)
- Еммі Сільвенньойнен — клавішні, бек-вокал (2007 -)

### Колишні учасники
- Кіммо Міеттінен — ударні (1995—1998)
- Саул Саволайнен — бас-гітара (1995—1998)
- Ярі Маенпа — вокал, гітара (1996—2004)
- Юкка-Пекка Міеттінен — бас-гітара (1998—2004), гітара / бек-вокал (2008, тур по Росії)
- Олівер Фокін — ударні, перкусія (1998—2005)
- Мейю Енхо — клавішні (2001—2007)(раніше в Finntroll на виступах)

## Дискографія

### Демо
- 1997 — Demo-97 (300 копій)
- 1999 — Demo 2
- 1999 — Hero in a Dream

### Альбоми
- 2001 — Ensiferum — Spinefarm Records
- 2004 — Iron — Spinefarm Records
- 2007 — Victory Songs — Spinefarm Records
- 2009 — From Afar — Spinefarm Records
- 2012 — Unsung Heroes — Spinefarm Records
- 2015 — One Man Army — Metal Blade Records
- 2017 — Two Paths — Metal Blade Records
- 2020 — Thalassic — Metal Blade Records
- 2024 — Winter Storm — Metal Blade Records

### Збірник
- 2005 — 1997–1999

### Міні-альбом
- 2006 — Dragonheads — Spinefarm Records

### Сингли
- 2004 — Tale of Revenge — Spinefarm Records
- 2007 — One More Magic Potion — Spinefarm Records

### DVD
- 2006 — 10th Anniversary Live — Spinefarm Records